# Belauntza
Belauntza é um município da Espanha na província de Guipúscoa, comunidade autónoma do País Basco, de área 3,43 km² com população de 306 habitantes (2007) e densidade populacional de 89,21 hab./km².

## Demografia
| Variação demográfica do município entre 1991 e 2004 | Variação demográfica do município entre 1991 e 2004 | Variação demográfica do município entre 1991 e 2004 | Variação demográfica do município entre 1991 e 2004 |
| --------------------------------------------------- | --------------------------------------------------- | --------------------------------------------------- | --------------------------------------------------- |
| 1991                                                | 1996                                                | 2001                                                | 2004                                                |
| 295                                                 | 286                                                 | 285                                                 | 296                                                 |